# Nina Koshetz

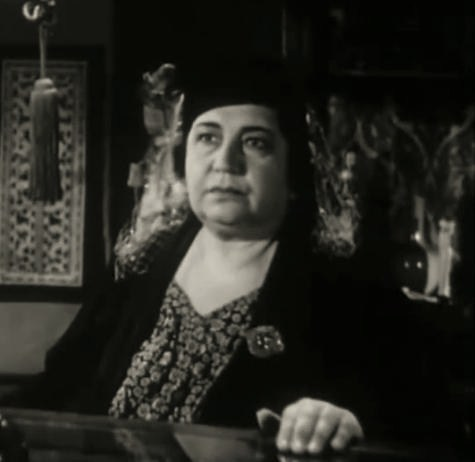
Nina Koshetz in The Chase, 1946

Nina Koshetz (ukrainisch Ніна Павлівна Кошиць Nina Pawliwna Koschyz, russisch Нина Павловна Кошиц Nina Pawlowna Koschiz; * 17. Januarjul. / 29. Januar 1892greg. in Kyryliwka, Gouvernement Kiew, Russisches Kaiserreich; † 14. Mai 1965 in Santa Ana, Kalifornien, Vereinigte Staaten) war eine russisch-ukrainische, später amerikanische Opern- und Kammersängerin (lyrisch-dramatischer Sopran) und Schauspielerin.

## Leben
Nina Koshetz kam in Kyryliwka, dem heutigen Dorf Schewtschenkowe in der ukrainischen Oblast Tscherkassy als Tochter des Opernsängers Pawel Koschiz (russisch: Павел Алексеевич Кошиц; ukrainisch: Павло Олексійович Кошиць Pawlo Oleksijowytsch Koschyz; 1863–1904) zur Welt.
Sie stammte aus einer sehr musikalischen Familie. Ihre Eltern waren beide erfolgreiche Sänger am Bolschoi-Theater in Moskau gewesen und Nina war ebenfalls sehr musikalisch. Mit vier Jahren begann sie Klavier zu spielen und mit neun Jahren gab sie ihr erstes Klavierrezital.
Sie war von 1908 bis 1913 am Moskauer Konservatorium und studierte dort bei Konstantin Igumnow Klavier und bei Sergei Tanejew Komposition. Ihr Opern-Debüt gab sie 1913 als Tatjana in Tschaikowskis „Eugen Onegin“  in der Moskauer S. Zimin-Oper, an der sie bis 1920 als Solistin sang. Parallel sang sie 1917/18 am Mariinski-Theater in Petrograd. Sie besaß einen lyrisch-dramatischen Sopran mit einem höchst außergewöhnlichen, aufregenden, leidenschaftlichen Timbre.
1920 ging sie mit der Ukrainischen republikanischen Kapelle (Українська республіканська капела) unter ihrem Cousin Alexander Koschiz (Александр Антонович Кошиц) ins Ausland.

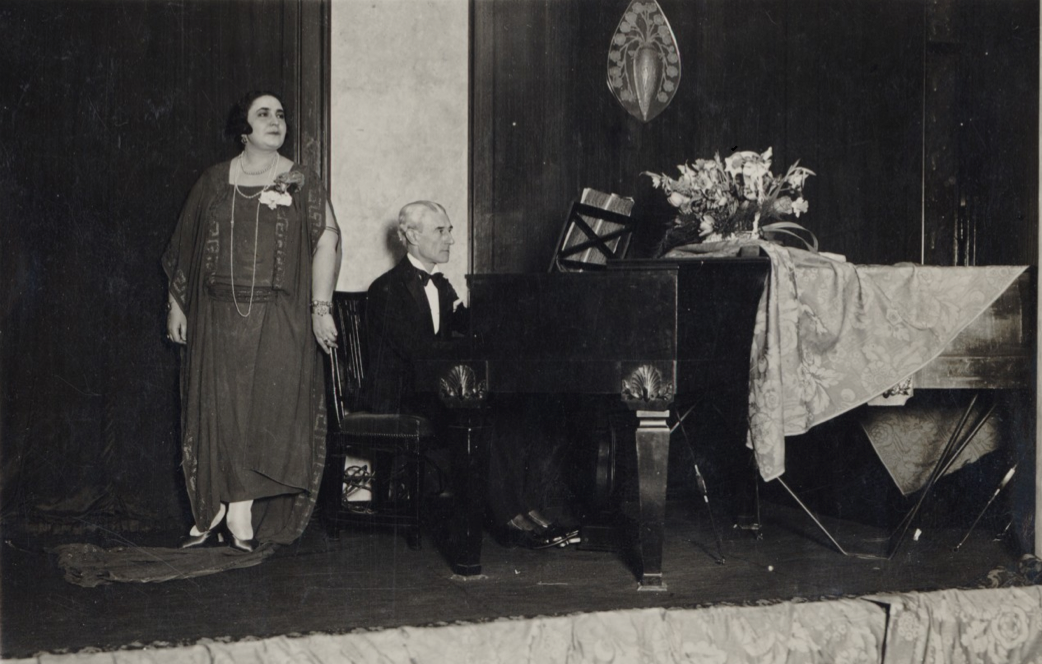
1928 mit Maurice Ravel am Klavier

Ihr offizielles amerikanisches Debüt als Solistin gab sie 1920 mit dem Detroit Symphony Orchestra unter Ossip Gabrilowitsch. Von 1921 bis 1924 war sie Solistin an der Oper in Chicago. Außerdem sang sie unter anderem an der Oper in New York, Philadelphia, Buenos Aires (1924), Paris (1925, 1927), Brüssel, Amsterdam, Riga, Vilnius, Stockholm, Nizza und Sanremo.
Nina Koshetz war eine persönliche Freundin und Kollegin von Sergei Rachmaninow und Vladimir Horowitz. In den 1930er Jahren war sie Solistin am Operntheater in Los Angeles. Ihre letzten Lebensjahre verbrachte sie in Hollywood und unterrichtete dort von 1941 an beim Tonfilm und war als Schauspielerin in Filmen tätig. Sie starb 73-jährig in Santa Ana.
Sie war mit dem Schauspieler Alexander von Schubert verheiratet. Ihre gemeinsame Tochter Marina Koshetz (1912–2001, auch als Marina Schubert bekannt) wurde ebenfalls Opernsängerin (Sopran).

## Partien
- Tatjana in „Eugen Onegin“ von P. Tschaikowski
- Fürstin Jaroslawna in „Fürst Igor“ von Borodin
- Kupawa in „Schneeflöckchen“ von Nikolai Rimski-Korsakow
- Nastya in „Kudejar“ von Alexander Olenin (Александр Алексеевич Оленин), Uraufführung Moskau 1915
- Klara Militsch in „Klara Militsch“ von Alexander Kastalski, Uraufführung
- Elektra in „Oresteia“ von Sergei Tanejew
- Fata Morgana in „Die Liebe zu den drei Orangen“ von Sergei Prokofjew, Uraufführung Auditorium Theatre, Chicago, 1921
- Desdemona in „Otello“ von Giuseppe Verdi
- Rachel in „La Juive“ von Fromental Halévy
- Lisa in „Pique Dame“ von P. Tschaikowski
- Nedda in „Pagliacci“ von Ruggero Leoncavallo
- Mimi in „La Bohème“ von Giacomo Puccini
- Donna Anna in „Der steinerne Gast“ von Alexander Dargomyschski

## Filmografie
- 1927: Casanova
- 1928: Geheimnisse des Orients
- 1934: We Live Again
- 1934: Madame befiehlt! (Enter Madame) (Singstimme für Elissa Landi)
- 1938: Algiers
- 1944: Sommerstürme (Summer Storm)
- 1946: The Chase
- 1950: It’s a Small World
- 1952: Die schwarze Isabell (Captain Pirate)
- 1956: Feuer im Blut (Hot Blood)